# Fossile vivente

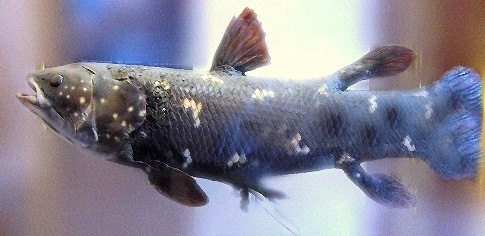
Il celacanto

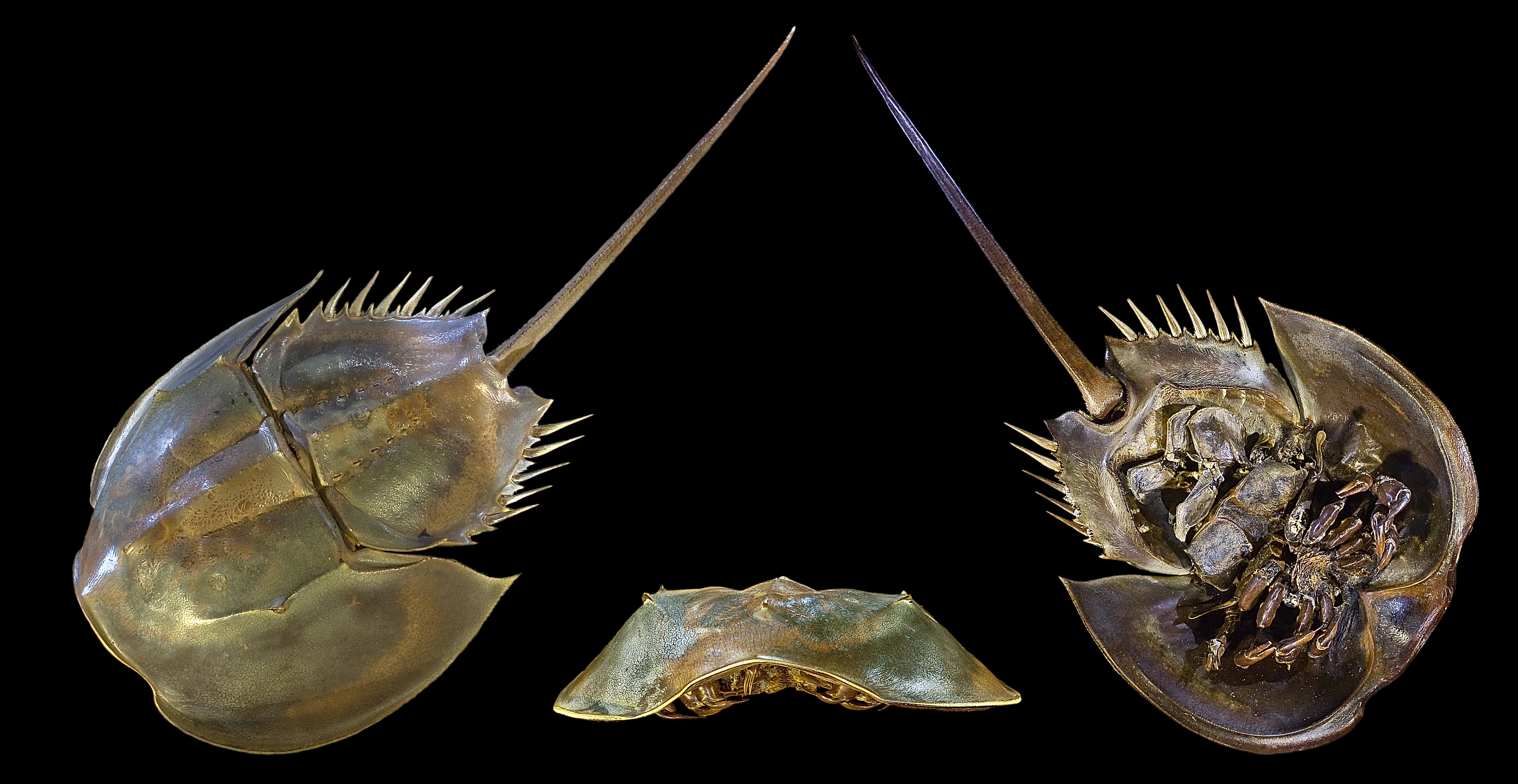
Limulo visione dorsale e ventrale

Il termine fossile vivente fu coniato da Darwin per indicare particolari specie di organismi, sia vegetali sia animali, che presentano caratteristiche morfo-anatomiche e strutturali considerate "primitive" dal confronto con altre specie riconducibili al medesimo phylum e sia taxa di forme viventi che risultano simili, se non apparentemente immutate a quanto osservabile nei reperti fossili rinvenuti in sedimenti dell'era mesozoica e/o paleozoica. 
In letteratura scientifica, il termine fossile vivente è ritenuto obsoleto, in quanto queste specie risultano apparentemente immutate solo morfologicamente, ma non geneticamente.

## Fossili viventi scoperti
Molti "fossili viventi" sono stati scoperti perché prima erano ritenuti estinti o perché non se ne conosceva l'esistenza. Questi organismi, da alcuni detti anche "organismi relitti", appartengono a phyla diversi dei regni dei viventi:
- Piante come quelle del genere Ginkgo (Gimnosperme), comparso nel Giurassico e arrivato ai giorni nostri con l'unica specie Ginkgo biloba con pochissime differenze sostanziali. Altri esempi sono le Cycas, le Felci, l'Araucaria e gli Equiseti. Questi ultimi oggi sono alti un metro circa, ma milioni di anni fa formavano alberi di 40 metri d'altezza.
- Animali che sono gli unici rappresentanti viventi di gruppi estinti da tempo. Un esempio è quello del pesce Latimeria chalumnae (Osteoitti), pescato nel 1938 alle foci del Chalumna in Sudafrica. L'esemplare era lungo 1,50 m e pesava 57 kg, e incuriosì a tal punto i pescatori, che lo mandarono imbalsamato al Museo di East London. La curatrice del museo, Marjorie Courtenay-Latimer, riconobbe in quell'esemplare le caratteristiche dei Crossopterigi Celacantoformi, pesci a pinne "muscolose" nati durante l'era paleozoica, 400 milioni di anni fa, e ritenuti estinti a fine Cretacico nella grande estinzione che eliminò anche i dinosauri. La Latimeria attesterebbe la comparsa del tetrapodismo nei vertebrati, quindi la prima comparsa degli arti di questi.

- Animali che mantengono caratteri primitivi del gruppo che si è invece altamente differenziato. Un esempio è l'opossum, mammifero marsupiale che presenta caratteri molto simili ai suoi parenti del Cretaceo.  Leiopelma è un genere di anfibi anuri con caratteri anatomici primitivi, alcuni presenti in specie fossili risalenti al Giurassico (da 195 a 136 milioni di anni fa), quali nove vertebre presacrali (la maggior parte delle specie di Anuri viventi ne hanno otto o meno),  costole libere (ossia non attaccate alle vertebre) e la persistenza nell'adulto del muscolo "tail-wagging"; un altro carattere arcaico è dato dal loro sviluppo larvale che avviene interamente dentro l'uovo per quindi nascere poi come piccola ranocchia già formata. Fra gli artropodi possiamo ricordare il limulo, simile alle gigantesche forme fossili del Giurassico.

- Animali che rimangono immutati per un lungo intervallo di tempo. Esempi classici sono il brachiopode lingula dell'Ordoviciano, e il cefalopode Nautilus, invariato dal Triassico a oggi. Anche gli squali (Condroitti), comparsi nel Devoniano circa 400 milioni di anni fa, si sono evoluti molto poco nel corso del tempo geologico, ma le loro caratteristiche li hanno preservati immutati nonostante i profondi mutamenti geologici, climatici, biologici che li circondavano. Ancora oggi ne esistono moltissime specie, a dimostrazione dell'efficienza del loro modello strutturale. Gli squali hanno mantenuto una caratteristica antichissima, certamente risalente ai primordi della loro evoluzione: essi trattengono l'acido urico nei loro muscoli, cioè hanno un tipo di escrezione che risale ai primordi della formazione dell'apparato escretore, pur avendo in seguito sviluppato questo apparato. Tra i pesci degni di essere menzionati in virtù di questa condizione, ritroviamo il pirarucù (diffuso in Sud America) e il celacanto.

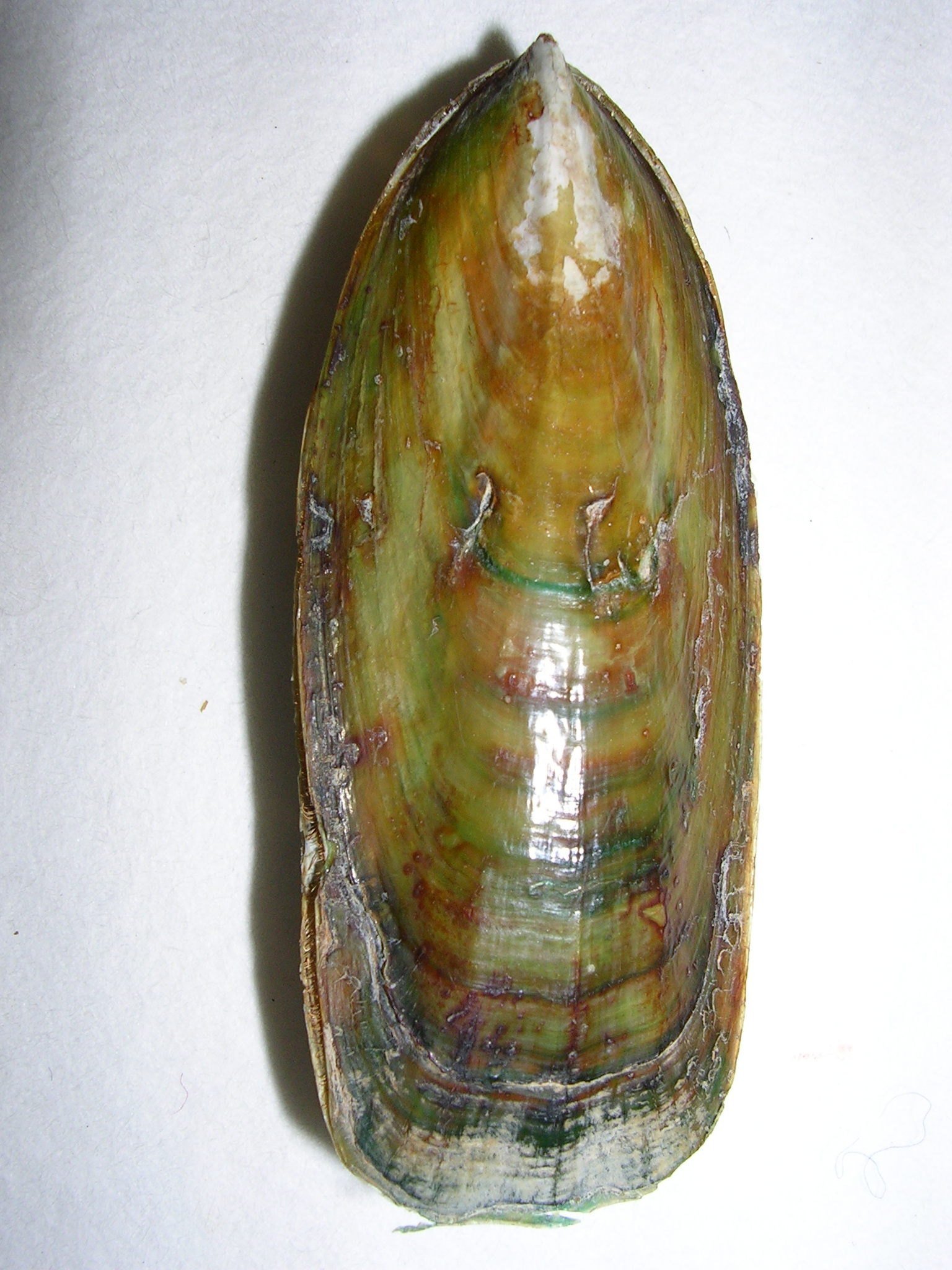
Lingula anatina
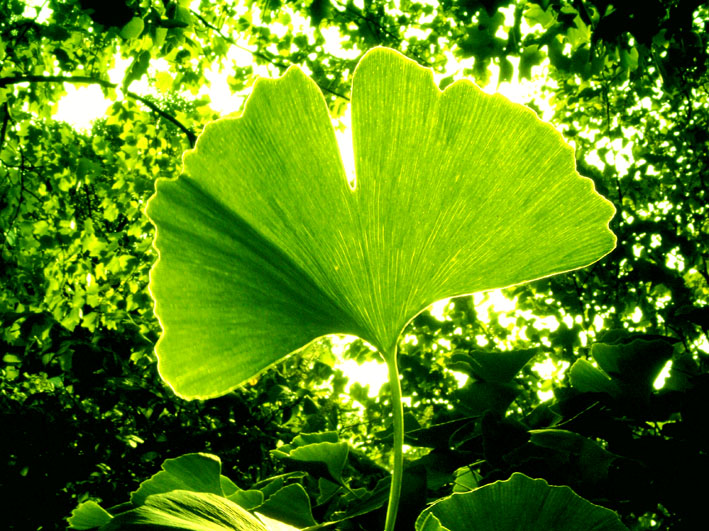
Foglia di Ginkgo biloba
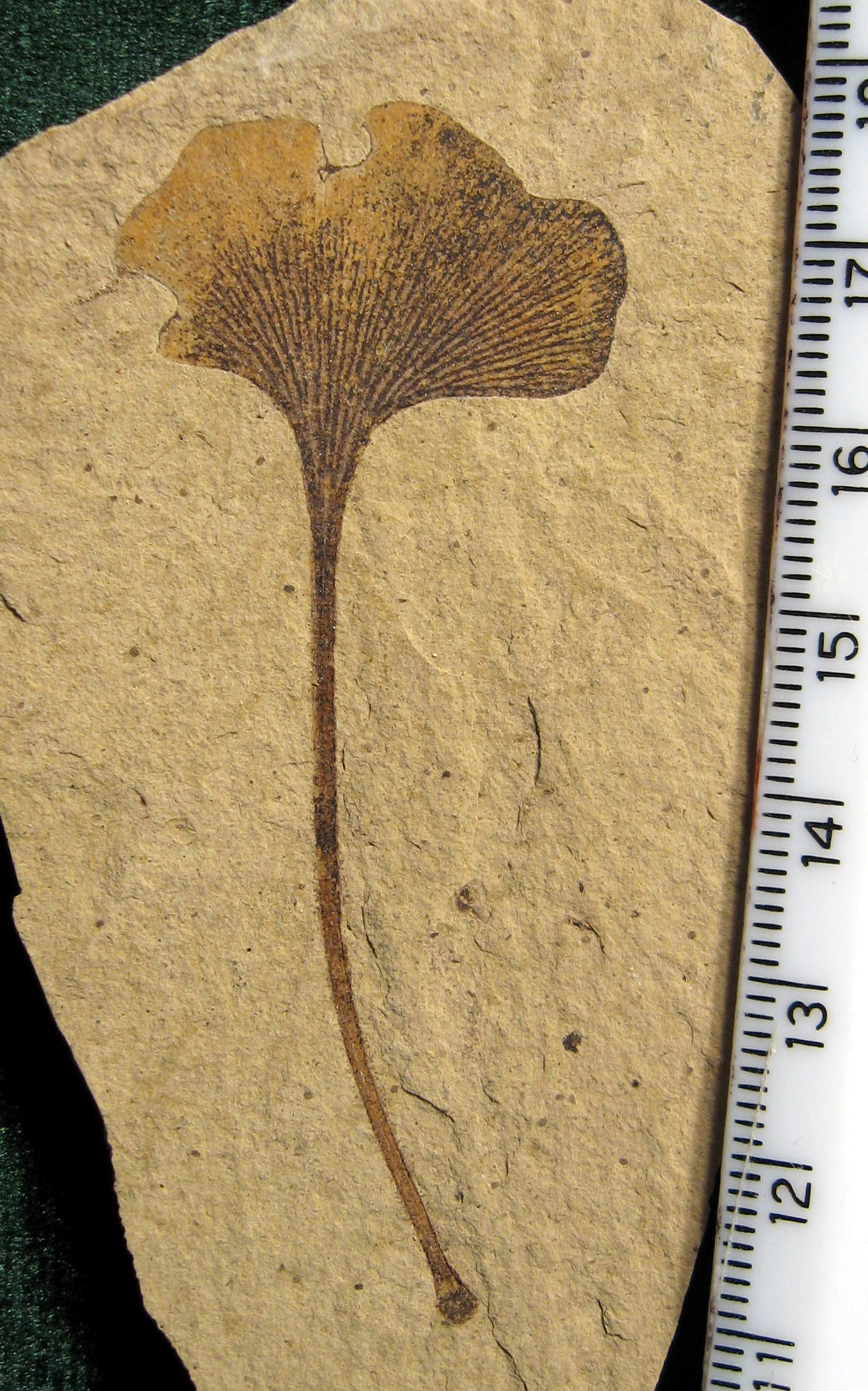
Fossile di foglia di Ginkgo biloba
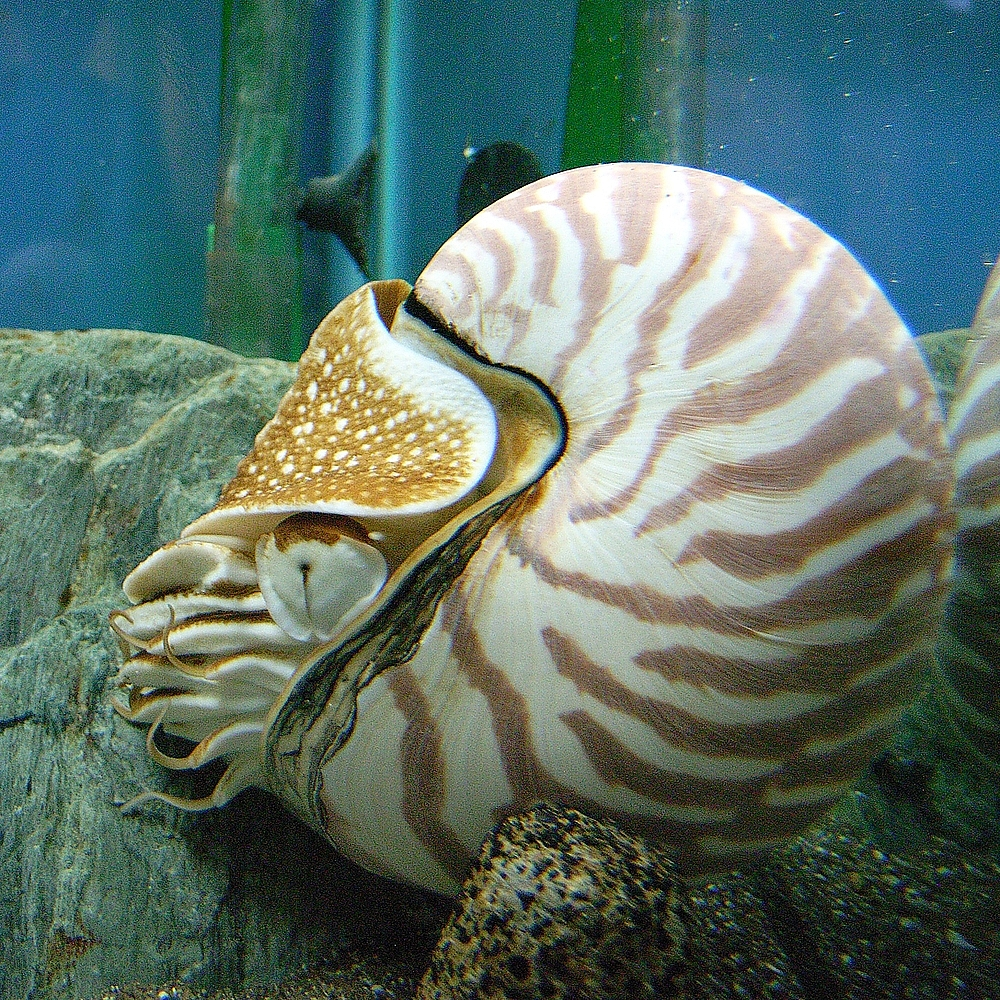
Nautilus

| Controllo di autorità | NDL (EN, JA) 001171293 |